# ديريك هيغينز
ديريك هيغينز (بالإنجليزية: Derek Higgins)‏ هو سائق سيارة سباق ومهندس أيرلندي، ولد في 12 يونيو 1964.

## روابط خارجية
- ديريك هيغينز على موقع DriverDB.com (الإنجليزية)